# Lordiphosa hexasticha
Lordiphosa hexasticha är en tvåvingeart som först beskrevs av Papp 1971.  Lordiphosa hexasticha ingår i släktet Lordiphosa och familjen daggflugor. Inga underarter finns listade i Catalogue of Life.